# Rhynchonellida
Los rinconélidos (Rhynchonellida) son un orden de braquiópodos que aparecen en el registro fósil en el Ordovícico, y que se caracterizan por presentar costillas muy marcadas, y por tener la comisura de las valvas replegada, con un pliegue en la valva dorsal y un surco en la ventral que encajan entre sí.